# سذاجة

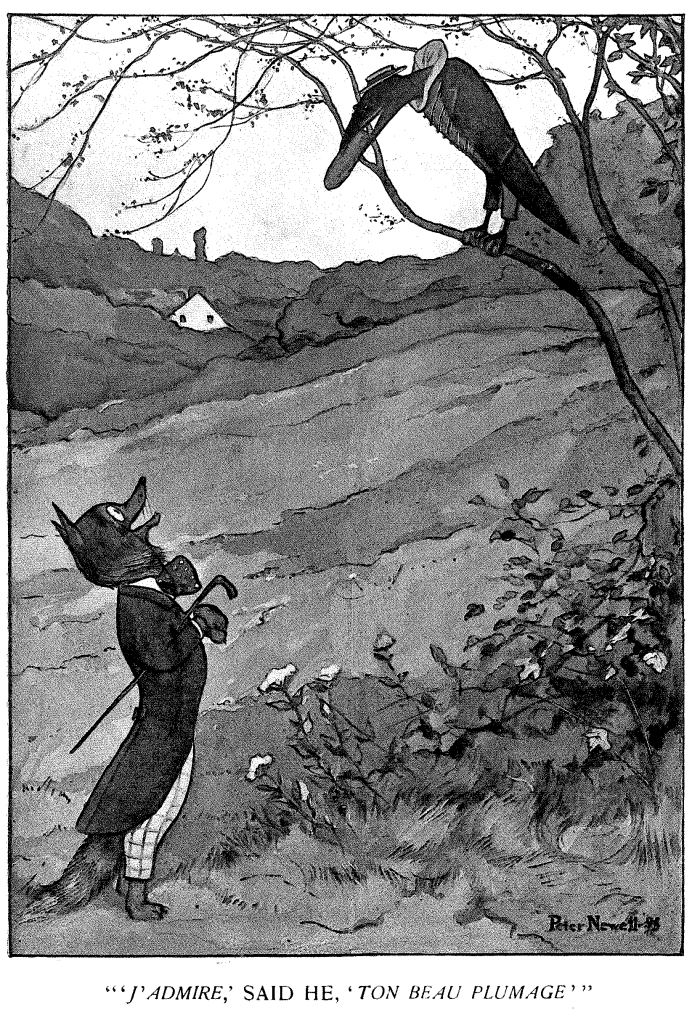

السذاجة هي فشل في الذكاء الاجتماعي حيث يتم خداع شخص ما بسهولة أو التلاعب به في سياق تصرف غير حكيم. وترتبط ارتباطًا وثيقًا بسرعة التصديق، التي تتمثل في الميل إلى تصديق الافتراضات غير المحتملة التي لا تدعمها الأدلة. تشمل فئات الأشخاص المعرضين للاستغلال بشكل خاص بسبب السذاجة الأطفال وكبار السن والمعاقين في النمو.

## معنى
يشيع استخدام كلمات ساذج و سريع التصديق كمرادفات. يذكر غيب وكاي (1984) أنه على الرغم من أن الكلمتين تعنيان «الثقة أو الوثوق على نحو لا مبرر له»، فإن السذاجة تشدد على أن يكون الشخص مخدوعا أو أن يتعرض للخداع، مما يشير إلى نقص في الذكاء، في حين تشدد سرعة التصديق على تشكيل المعتقدات بدون تمحيص، مما يشير إلى عدم وجود شك. يوضح جويل (2006) أن الاختلاف هو مسألة درجة: الساذج هو «الأسهل في الخداع»، في حين أن سريع التصديق «أسرع كثيرا في تصديق شيء ما، لكنهم في العادة ليسوا أغبياء بسبب هذا».
ياماغيشي، كيكوتشي وكوسوجي (1999) يصفون الشخص الساذج بأنه شخص سهل الانخداع وسريع التصديق. يشدد جرينسبان (2009) على التمييز بأن السذاجة تنطوي على الفعل بالإضافة إلى الاعتقاد، وهناك علاقة سببية بين الحالتين: "تتحقق نتائج السذاجة عادة من خلال استغلال مصداقية الضحية".

### تاريخ وأصل التسمية بالإنجليزية
يرجع تاريخ فعل خدع واسم سذاجة cullibility (مع حرف C عوض G في أول الكلمة) إلى شكسبير وسويفت، في حين أن السذاجة بإسمها الحالي هي إضافة حديثة نسبيا إلى المعجم. حيث اعتبرت بمثابة تعبير جديد منذ أوائل القرن التاسع عشر. ظهرت أول شهادة من السذاجة المعروفة في قاموس أوكسفورد للغة الإنجليزية في عام 1793، وساذج في عام 1825. وأطلق مكتب المدير التنفيذي كلمة ساذج انطلاقا من إعادة تشكيل كلمة سذاجة التي بدورها تم اشتقاقها من كلمة سذاجة (مع حرف C). لا تحتوي الإصدارات المبكرة من قاموس اللغة الإنجليزية لصامويل جونسون، بما في ذلك تلك المنشورة في 1797 و 1804، على «سذاجة» أو «ساذج». في 1818 طبعة هنري جون تود يدين «سذاجة» بأنها «تعبير غير شائع»، وتستخدم في بعض الأحيان للدلالة على سذاجة (مع حرف C). لا تظهر سذاجة في قاموس نوح وبستر 1817 وهو قاموس للغة الإنجليزية، ولكنها تظهر في إصدار 1830 من قاموسه الأمريكي للغة الإنجليزية، حيث يتم تعريفها: اسم.سذاجة (مع حرف C). «(كلمة غير شائعة)». وظهرت كل من كلمتي سذاجة وساذج في قاموس اللغة الإنجليزية الجديد لعام 1900.

## أمثلة
يقدم جرينسبان (2009) عشرات الأمثلة على السذاجة في الأدب والتاريخ. في الحكاية الخرافية مغامرات بينوكيو، شخصية العنوان هي دمية مخدرة تم خداعها بشكل متكرر من قبل شخصيات أخرى؛ جزء من تحولها إلى إنسان يكمن في تعلمها كيفية تجنب السذاجة بينما لا تزال تمارس التعاطف. في الجزء الأول من «ذات الرداء الأحمر»، يتم خداع شخصية العنوان بواسطة الذئب؛ من هذه التجربة تتعلم التظاهر بالسذاجة من أجل خداع الذئب الثاني. في «الملابس الجديدة للإمبراطور»، أظهر الإمبراطور وموظفوه السذاجة أثناء خداعهم، بينما أبدى الحشد المصداقية في الاعتقاد بالقماش غير المرئي. يصور مارك توين السذاجة الجماعية في مغامرات توم سوير والعصر المذهب: قصة اليوم، وغيرها. يستكشف شكسبير السذاجة في شخصيات روميو وجولييت وماكبث، ولا سيما عطيل. من الأمثلة على الخداع الموجودة في الكتاب المقدس، الحكاية التي تتعلق بمعظم سلوك المخدوع هي شمشون في سفر القضاة، وهي شخصية دمرتها سذاجتها في وجه الحب. المثال الأكثر شهرة هو سذاجة حواء في سفر التكوين.
الخداع هو موضوع كلاسيكي في الحرب والسياسة -انظر فن الحرب والأمير- ويجد جرينسبان المثال الأكثر اهتماما بسذاجة المخدوعين ليكون حصان طروادة. في نسخة اينييد من القصة، شعر الطرواديون بالحذر في البداية، لكن الغرور والتمني يدفعهم في النهاية إلى قبول الهدية، مما يؤدي إلى ذبحهم. يجادل جرينسبان بأن هناك عملية ذات صلة بين الخداع الذاتي والتفكير الجماعي أخدت بعين الاعتبار في التخطيط لحرب الفيتنام وحرب العراق الثانية. في العلوم والأوساط الأكاديمية، تم عرض السذاجة في خدعة سوكال وفي قبول المطالبات المبكرة بالإندماج البارد من قبل وسائل الإعلام. في المجتمع، تنطوي توليبمانيا وغيرها من فقاعات الإستثمار على السذاجة المدفوعة بالجشع، في حين أن انتشار الإشاعات ينطوي على شغف ساذج لتصديق (وسرد) أسوأ ما عند الآخرين. يوم كذبة أبريل عبارة عن تقليد يقوم فيه الناس بخداع بعضهم البعض للتسلية؛ إنه يعمل جزئيا لأن لدى المخادع ترخيصا اجتماعيا لخيانة الثقة التي تراكمت على مدار العام.

## نظريات
لقد ركز بعض الكتاب في إطار السذاجة على العلاقة بين السمة السلبية للسذاجة والسمة الإيجابية للثقة. إنهما مرتبطتين، حيث تتطلب السذاجة فعل الثقة. يكتب غرينسبان (2009) أن مستغلي السذاجة «هم أشخاص يفهمون عزوف الآخرين عن الظهور بشكل غير موثوق وهم على استعداد للاستفادة من هذا التردد». في عام 1980، كتب جوليان روتير أن الإثنين ليسا متكافئين: بالأحرى، السذاجة هو تطبيق أحمق للثقة على الرغم من علامات التحذير التي تشير إلى أن الآخر غير جدير بالثقة.